# مردم شوروی
مردم شوروی (روسی: Сове́тский наро́дSovétsky naród) یا شهروندان اتحاد جماهیر شوروی (روسی: Гра́ждане СССР، آوانگاری Grázhdane SSSR Grázhdane SSSR). این اصطلاح که در ابتدا به عنوان اشاره ای غیر اختصاصی به جمعیت شوروی مورد استفاده قرار گرفت، سرانجام به عنوان «همبستگی جدید تاریخی، اجتماعی و بین‌المللی مردم» اعلام شد.

## سیاست ملیت در اوایل اتحاد جماهیر شوروی
در طول تاریخ اتحاد جماهیر شوروی، هر دو آموزه و عمل در مورد تمایز قومی در میان جمعیت شوروی با گذشت زمان متفاوت بود. فرهنگ‌های ملی اقلیت‌ها در اتحاد جماهیر شوروی به‌طور کامل از بین نرفت. تعریف شوروی دارای فرهنگ‌های ملی بود که «از نظر محتوا سوسیالیستی و از نظر شکل ملی» باشند و برای ارتقا و اهداف و ارزشهای رسمی کشور بکار رفته باشد. هدف همیشه تحکیم ملیت‌ها در یک ساختار مشترک دولتی بود، اما به عنوان یک گام عملی در دهه ۱۹۲۰ و اوایل دهه ۱۹۳۰ تحت سیاست بومی سازی، رهبران حزب کمونیست فدرالیسم و تقویت کشورهای غیر زبانها و فرهنگهای روسی (نگاه کنید به حدود ملی در اتحاد جماهیر شوروی). با این حال، در اواخر دهه ۱۹۳۰، این سیاست به تبلیغ فعالتر زبان روسی و بعداً به تلاشهای آشکارتر روسی‌سازی تغییر یافت، که در دهه ۱۹۵۰ سرعت گرفت، به ویژه در آموزش و پرورش شوروی. اگرچه برخی از همسان سازی‌ها اتفاق افتاد، اما این تلاش در کل موفق نبود، همان‌طور که تحولات بسیاری از فرهنگ‌های ملی در این قلمرو پس از انحلال اتحاد جماهیر شوروی در سال ۱۹۹۱ نشان داد.

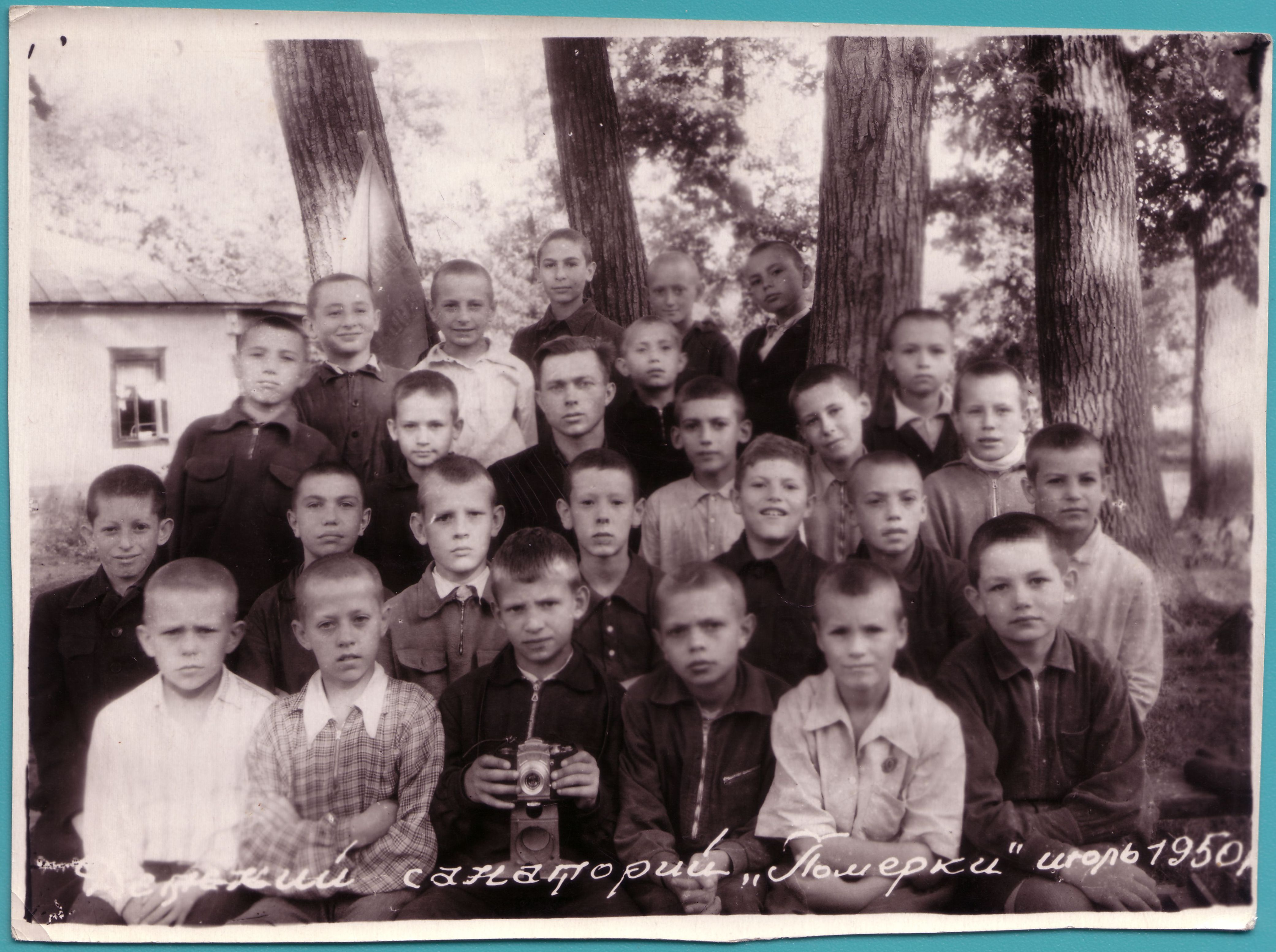
سرویس بهداشتی کودکان در خارکیف. تابستان ۱۹۵۰

با تقویت تمایزات در هویت‌های ملی، دولت شوروی اطلاعات مربوط به «ملیت» را در بسیاری از سوابق اداری، از جمله مدارس مدرسه، کار و ارتش و همچنین در سرشماری‌های دوره ای جمعیت حفظ کرد. «پنجمین رکورد» (روسی: пя́тая графа́، آوانگاری pyátaya grafá) بخشی از گذرنامه داخلی اجباری بود که قومیت شهروند را بیان می‌کرد (روسی: национа́льность، آوانگاری natsionál'nost')

## به عنوان یک مفهوم سیاسی
نیکیتا خروشچف در سخنرانی خود در بیست و دومین کنگره حزب کمونیست در سال ۱۹۶۱ این اصطلاح را به کار برد، زمانی که اعلام کرد در اتحاد جماهیر شوروی جامعه تاریخی جدیدی از مردم با ملیت‌های مختلف با ویژگی‌های مشترک، مردم شوروی تشکیل شده است.
بیست و چهارمین کنگره حزب کمونیست اتحاد جماهیر شوروی این تعریف را نهایی کرد. تنها نهاد همه مردم اتحاد جماهیر شوروی نسبت داده شد و بسیاری از ویژگی‌های است که آموزه رسمی که قبلاً به کشورهای نسبت داده بود (روسی: на́ции) و ملیت‌ها (روسی: национа́льности) تشکیل دولت چند ملیتی شوروی. گفته می‌شود که "مردم شوروی" یک "جامعه تاریخی، اجتماعی و بین‌المللی جدید از مردمی است که دارای قلمرو، اقتصاد و محتوای سوسیالیستی مشترک هستند؛ فرهنگی که خصوصیات چند ملیت را منعکس می‌کند؛ یک کشور فدرال و یک هدف نهایی مشترک هدف: ساخت کمونیسم ".
طبق سرشماری سال ۲۰۱۰ روسیه، ۲۷۰۰۰ روس خود را به عنوان اعضای مردم شوروی معرفی کردند.